# Arcydzieła ustnego i niematerialnego dziedzictwa ludzkości
Arcydzieła ustnego i niematerialnego dziedzictwa ludzkości – proklamacje ogłaszane przez UNESCO w latach 2001–2005 w celu wyróżnienia na arenie światowej wybranych zjawisk z zakresu dziedzictwa niematerialnego i związanych z nim przestrzeni kulturowych.
W latach 2001–2005 ogłoszone zostały trzy Proklamacje (2001, 2003, 2005), w ramach których wyróżniono łącznie 90 zjawisk. Program ten nie jest przez UNESCO kontynuowany ze względu na wejście w życie 20 kwietnia 2006 roku Konwencji UNESCO w sprawie ochrony niematerialnego dziedzictwa kulturowego (ang. Convention for the Safeguarding of the Intangible Cultural Heritage) z 2003 r. Artykuł 31 pkt. 3 Konwencji stwierdza, że "nie przewiduje się kolejnych Proklamacji po wejściu w życie niniejszej Konwencji". 90 zjawisk, które przed uchwaleniem Konwencji zostały proklamowane Arcydziełami Ustnego i Niematerialnego Dziedzictwa Ludzkości, na mocy Art. 31 pkt. 1. Konwencji zostało wpisanych na Listę reprezentatywną niematerialnego dziedzictwa kulturowego ludzkości, tworzoną na mocy tej Konwencji.
Konwencja w sprawie ochrony niematerialnego dziedzictwa kulturowego odnosi się do współcześnie praktykowanych zjawisk kulturowych przekazywanych z pokolenia na pokolenie. Zaliczają się do nich: 
- tradycje i przekazy ustne, w tym język jako nośnik niematerialnego dziedzictwa kulturowego;
- sztuki widowiskowe i tradycje muzyczne;
- zwyczaje, obyczaje i obchody świąteczne;
- wiedza o przyrodzie i wszechświecie oraz związane z nią praktyki;
- umiejętności związane z tradycyjnym rzemiosłem[2].

W ramach Konwencji prowadzone są trzy odrębne listy:
- Lista niematerialnego dziedzictwa kulturowego wymagającego pilnej ochrony;
- Lista reprezentatywna niematerialnego dziedzictwa kulturowego;
- Rejestr najlepszych praktyk w celu ochrony niematerialnego dziedzictwa kulturowego.

Celem list jest promocja dziedzictwa niematerialnego i zwracanie uwagi na konieczność jego ochrony. Zadaniem Rejestru najlepszych praktyk jest dzielenie się doświadczeniem i ukazywanie możliwości ochrony dziedzictwa niematerialnego.
Tryb wpisywania zjawisk (tzw. elementów) na listy i do rejestru jest zbliżony do procedury przyjętej dla Listy Światowego Dziedzictwa prowadzonej na mocy Konwencji UNESCO z 1972 r. O wpisie na listę decyduje Międzyrządowy Komitet ds. ochrony niematerialnego dziedzictwa kulturowego wybierany przez przedstawicieli rządów krajów, które podpisały Konwencję. Wnioski o wpis mogą być kierowane do Komitetu przez rządy krajów – Państw-Stron Konwencji. Większość rządów krajów działających w ramach konwencji scedowała to uprawnienie na odpowiednie instytucje krajowe.
Poniższa lista przedstawia według krajów 90 arcydzieł ustnego i niematerialnego dziedzictwa ludzkości proklamowanych w latach 2001–2005, wpisanych w 2008 roku na Listę reprezentatywną niematerialnego dziedzictwa kulturowego ludzkości.

## Europa

### Albania(1)
|  | Albański ludowy śpiew izopolifoniczny | 2005 |

### Belgia(2)
|  | Karnawał w Binche                                                  | 2003 |
|  | Pochód olbrzymów i smoków w Belgii i Francji – wpis wraz z Francją | 2005 |

### Bułgaria(1)
|  | Bistriszkite babi – archaiczna polifonia, tańce i praktyki rytualne z regionu Szopłuk (bułg. Шоплук) | 2005 |

### Czechy(1)
|  | Slovácky Verbuňk – taniec rekrutów regionu Slovácko | 2005 |

### Estonia(2)
|  | Przestrzeń kulturowa Kihnu                             | 2003 |
|  | Bałtyckie festiwale pieśni – wpis wraz z Litwą i Łotwą | 2003 |

### Francja(1)
|  | Pochód olbrzymów i smoków w Belgii i Francji – wpis wraz z Belgią | 2005 |

### Hiszpania(2)
|  | Misterium w Elche | 2001 |
|  | Patum w Berga     | 2005 |

### Litwa(2)
|  | Sztuka rzeźbienia krzyży i ich symbolika                 | 2001 |
|  | Bałtyckie festiwale pieśni – wpis wraz z Estonią i Łotwą | 2003 |

### Łotwa(1)
|  | Bałtyckie festiwale pieśni – wpis wraz z Estonią i Litwą | 2003 |

### Rumunia(1)
|  | Rytuał Căluş | 2005 |

### Rosja(2)
|  | Przestrzeń kulturowa i kulturowy przekaz ustny starowierców Siemiejców | 2001 |
|  | Ołoncho – jakucki epos heroiczny                                       | 2005 |

### Słowacja(1)
|  | Fujara i muzyka na ten instrument | 2005 |

### Włochy(2)
|  | Opera dei Pupi – Sycylijski Teatr Lalek                | 2005 |
|  | "Pieśń Tenorów": wyraz sardyńskiej kultury pasterskiej | 2005 |

## Azja

### Armenia(1)
|  | Muzyka na duduk | 2005 |

### Azerbejdżan(1)
|  | Azerbejdżański mugam | 2003 |

### Bangladesz(1)
|  | Pieśni Baulów | 2005 |

### Bhutan(1)
|  | Drametse Ngachan: Taniec masek z bębnami | 2005 |

### Chiny(4)
|  | Opera Kunqu                                              | 2001 |
|  | Sztuka gry na instrumencie guqin                         | 2003 |
|  | Sztuka Ujgur Muqam w regionie Xinjiang                   | 2005 |
|  | Urtyn Duu: tradycyjna długa pieśń – wpis wraz z Mongolią | 2005 |

### Filipiny(2)
|  | Śpiewy Hudhud z Ifugao                              | 2001 |
|  | Epos Darangen ludu Maranao w regionie Jeziora Lanao | 2005 |

### Gruzja(1)
|  | Gruziński śpiew polifoniczny | 2001 |

### Indie(3)
|  | Kudijattam: teatr sanskrytu           | 2001 |
|  | Tradycja recytacji wedyjskiej         | 2003 |
|  | Ramlila: Tradycyjny spektakl Ramajana | 2005 |

### Indonezja(2)
|  | Teatr lalek Wayang | 2003 |
|  | Indonezyjski Kris  | 2005 |

### Japonia(3)
|  | Teatr nōgaku                        | 2001 |
|  | Teatr lalek bunraku (ningyō jōruri) | 2003 |
|  | Teatr kabuki                        | 2005 |

### Kambodża(2)
|  | Balet Królewski Kambodży        | 2003 |
|  | Sbek Thom – teatr cieni Khmerów | 2005 |

### Kirgistan(1)
|  | Sztuka akynów, kirgiskich opowiadaczy eposów | 2003 |

### Korea Południowa(3)
|  | Królewski rodowy obrzęd i muzyka rytualna w świątyni Jongmyo | 2003 |
|  | Epickie pieśni pansori                                       | 2003 |
|  | Festiwal "Gangneung Danoje"                                  | 2005 |

### Malezja(1)
|  | Teatr Mak yong | 2005 |

### Mongolia(2)
|  | Tradycyjna muzyka morin chuur                           | 2003 |
|  | Urtyn Duu: tradycyjna długa pieśń – wpis wraz z Chinami | 2005 |

### Turcja(2)
|  | Sztuka Meddah – publiczni opowiadacze historii | 2003 |
|  | Ceremonia Mewlewi Sema – Taniec Derwiszów      | 2005 |

### Tadżykistan(1)
|  | Muzyka Szaszmakom – wpis wraz z Uzbekistanem | 2003 |

### Uzbekistan(2)
|  | Muzyka Szaszmakom – wpis wraz z Tadżykistanem | 2003 |
|  | Przestrzeń kulturowa regionu Bojsun           | 2003 |

### Wietnam(2)
|  | Wietnamska muzyka dworska Nhã nhạc | 2003 |
|  | Przestrzeń kulturowa gongów        | 2005 |

## Kraje Arabskie

### Algieria(1)
|  | Ahellil z regionu Gouara | 2005 |

### Egipt(1)
|  | Epos As-Sira al-Hilalijja | 2003 |

### Irak(1)
|  | Irackie maqam | 2003 |

### Jemen(1)
|  | Pieśni z Sany | 2003 |

### Jordania(1)
|  | Przestrzeń kulturowa plemion beduińskich w Petrze i Wadi Rum | 2005 |

### Maroko(2)
|  | Przestrzeń kulturowa placu Dżami al-Fana | 2001 |
|  | Festiwal moussem z okolic Tantan         | 2005 |

### Palestyna(1)
|  | Palestyńskie "Hikaye" | 2005 |

## Afryka Subsaharyjska

### Benin(1)
|  | Dziedzictwo przekazu ustnego Gelede – wpis wraz z Nigerią i Togo | 2001 |

### Gambia(1)
|  | Kankurang – rytuał inicjacyjny plemion Mandinka – wpis wraz z Senegalem | 2005 |

### Gwinea(1)
|  | Przestrzeń kulturowa Sosso-Bala w Niagassola | 2001 |

### Madagaskar(1)
|  | Kunszt rękodzieła drewnianego społeczności Zafimaniry | 2003 |

### Malawi(2)
|  | Uzdrawiający taniec Vimbuza                     | 2005 |
|  | Gule Wamkulu – wpis wraz z Mozambikiem i Zambią | 2005 |

### Mali(1)
|  | Przestrzeń kulturowa plemion Jaaral i Degal | 2005 |

### Mozambik(2)
|  | Gule Wamkulu – wpis wraz z Malawi i Zambią | 2005 |
|  | Ksylofony Timbila plemienia Czopi          | 2005 |

### Nigeria(2)
|  | Dziedzictwo przekazu ustnego Gelede – wpis wraz z Beninem i Togo | 2001 |
|  | System przepowiadania przyszłości Ifá                            | 2005 |

### Republika Środkowoafrykańska(1)
|  | Tradycje przekazu ustnego Pigmejów Aka z Afryki Środkowej | 2003 |

### Senegal(1)
|  | Kankurang – rytuał inicjacyjny plemion Mandinka – wpis wraz z Gambią | 2005 |

### Togo(1)
|  | Dziedzictwo przekazu ustnego Gelede – wpis wraz z Beninem i Nigerią | 2001 |

### Uganda(1)
|  | Ugandyjska tkanina z kory drzewa | 2005 |

### Wybrzeże Kości Słoniowej(1)
|  | Gbofe z Afounkaha: muzyka trąbek poprzecznych i przestrzeń kulturowa społeczności Tagbana | 2001 |

### Zambia(2)
|  | Maskarada Makiszi                               | 2001 |
|  | Gule Wamkulu – wpis wraz z Malawi i Mozambikiem | 2005 |

### Zimbabwe(1)
|  | Taniec Mbende Jerusarema – taniec popularny wśród ludów Zezuru Szona | 2005 |

## Ameryka Łacińska

### Belize(1)
|  | Język, taniec i muzyka Garifuna – wpis wraz z Gwatemalą, Hondurasem i Nikaraguą | 2001 |

### Boliwia(2)
|  | Karnawał w Oruro                              | 2001 |
|  | Andyjska kosmowizja grupy etnicznej Kallawaja | 2003 |

### Brazylia(2)
|  | Ustne i graficzne środki wyrazu grupy Wajapi | 2003 |
|  | Samba de Roda z Recôncavo w Bahia            | 2005 |

### Ekwador(1)
|  | Dziedzictwo przekazu ustnego i kulturowych środków wyrazu ludu Zápara – wpis wraz z Peru | 2001 |

### Gwatemala(2)
|  | Język, taniec i muzyka Garifuna – wpis wraz z Belize, Hondurasem i Nikaraguą | 2001 |
|  | Tradycja widowisk tanecznych Rabinal Achí                                    | 2005 |

### Honduras(1)
|  | Język, taniec i muzyka Garifuna – wpis wraz z Belize, Gwatemalą i Nikaraguą | 2001 |

### Jamajka(1)
|  | Dziedzictwo Maroon w Moore Town | 2003 |

### Kolumbia(2)
|  | Karnawał w Barranquilla                      | 2003 |
|  | Przestrzeń kulturowa San Basilio de Palenque | 2005 |

### Kostaryka(1)
|  | Tradycje pasterskie i wozy zaprzężone w woły | 2005 |

### Kuba(1)
|  | Tumba Francesa – muzyka bractwa Oriente | 2003 |

### Meksyk(1)
|  | Obchody Dnia Zmarłych | 2003 |

### Nikaragua(1)
|  | Język, taniec i muzyka Garifuna – wpis wraz z Belize, Gwatemalą i Hondurasem | 2001 |

### Peru(1)
|  | Dziedzictwo przekazu ustnego i kulturowych środków wyrazu ludu Zápara – wpis wraz z Ekwadorem | 2001 |

### Dominikana(1)
|  | Przestrzeń kulturowa Bractwa Ducha Świętego Congos z Villa Mella | 2001 |
|  | Tradycja widowisk tanecznych Cocolo                              | 2005 |

## Oceania

### Tonga(1)
|  | Lakalaka: śpiewane oracje z układem choreograficznym | 2003 |

### Vanuatu(1)
|  | Rysunki na piasku w Vanuatu | 2003 |